# Hagadà

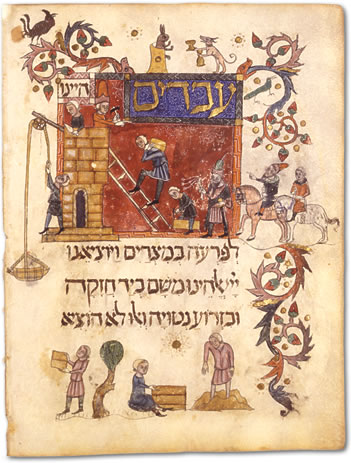
Art sefardita. Hagadà de Barcelona, manuscrit hebreu il·luminat, 1350, fol. 30v: "Esclaus vam ser del Faraó a Egipte...". La present era llegida en Sepharad durant el Séder de Péssah.

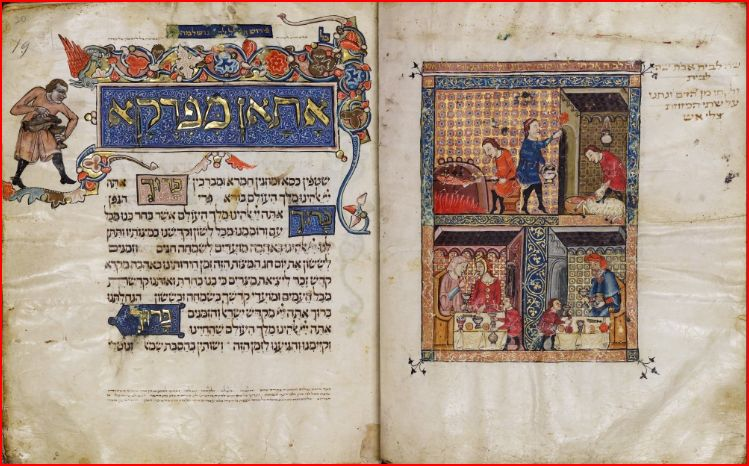
Hagadà Rylands: preparació de l'anyell pasqual, marcat de les cases dels israelites i celebració de la Pasqua jueva, Catalunya o València, c. 1350 (Manchester, Biblioteca de la Universitat John Rylands, Ms. Hebreu 6, fols. 19v-20r).

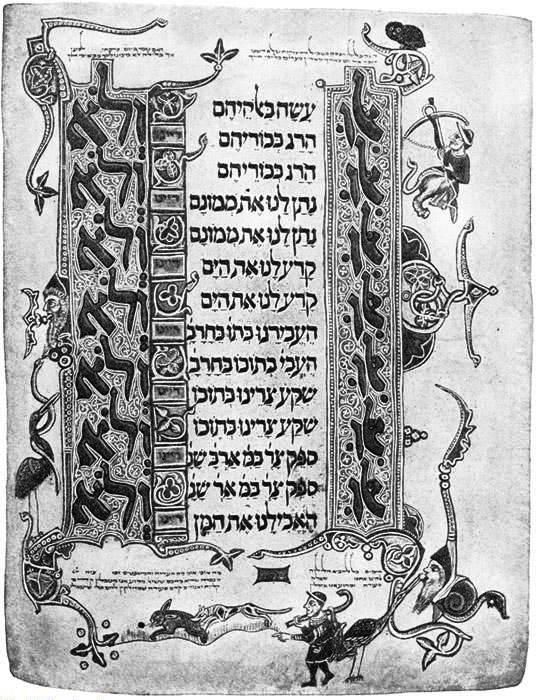
Hagadà Rylands: Daienú. Versificació: "Ilu... veu el... daienú". Cançó pasqual que podria traduir-se com "Si [tal cosa hagués ocorregut] però no [hagués ocorregut tal altra], [així i tot, això] ens hauria bastat [per a continuar creient sempre en Déu]. Decoració amb motius imaginaris marginals. Universitat Rylands, Ms. Hebreu 6, fol. 29v.

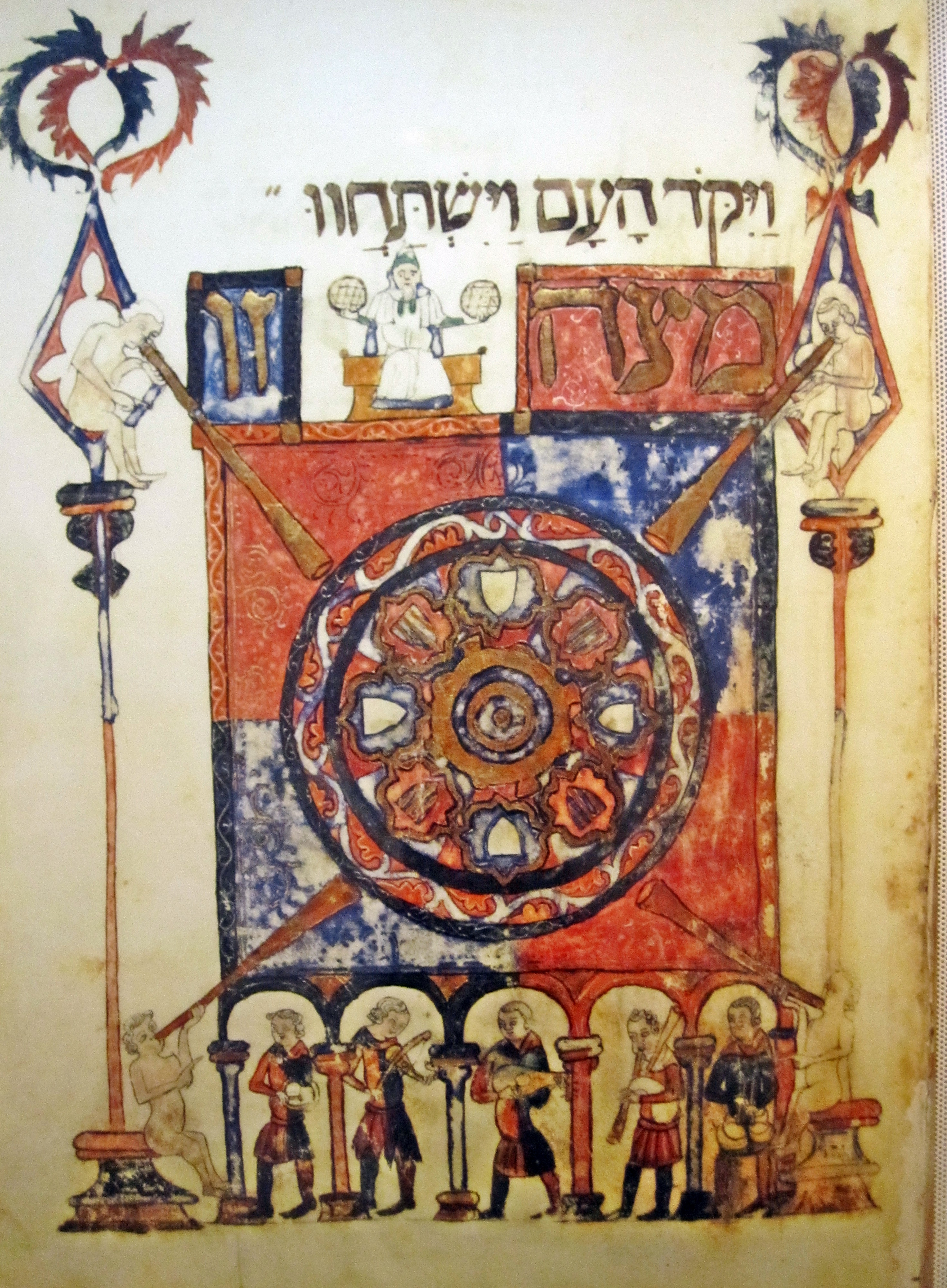
Hagadà de Barcelona: Matsà (pa àzim) i joglars hebreus.

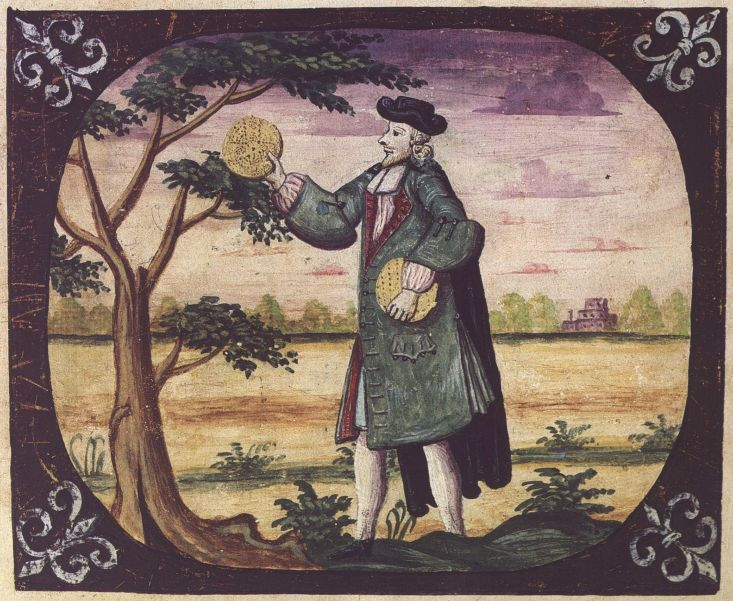
Art asquenazita. Hebreu amb pans àzims representat per Philip Isaac Levy a lHagadà de Copenhaguen, Hamburg, 1739.

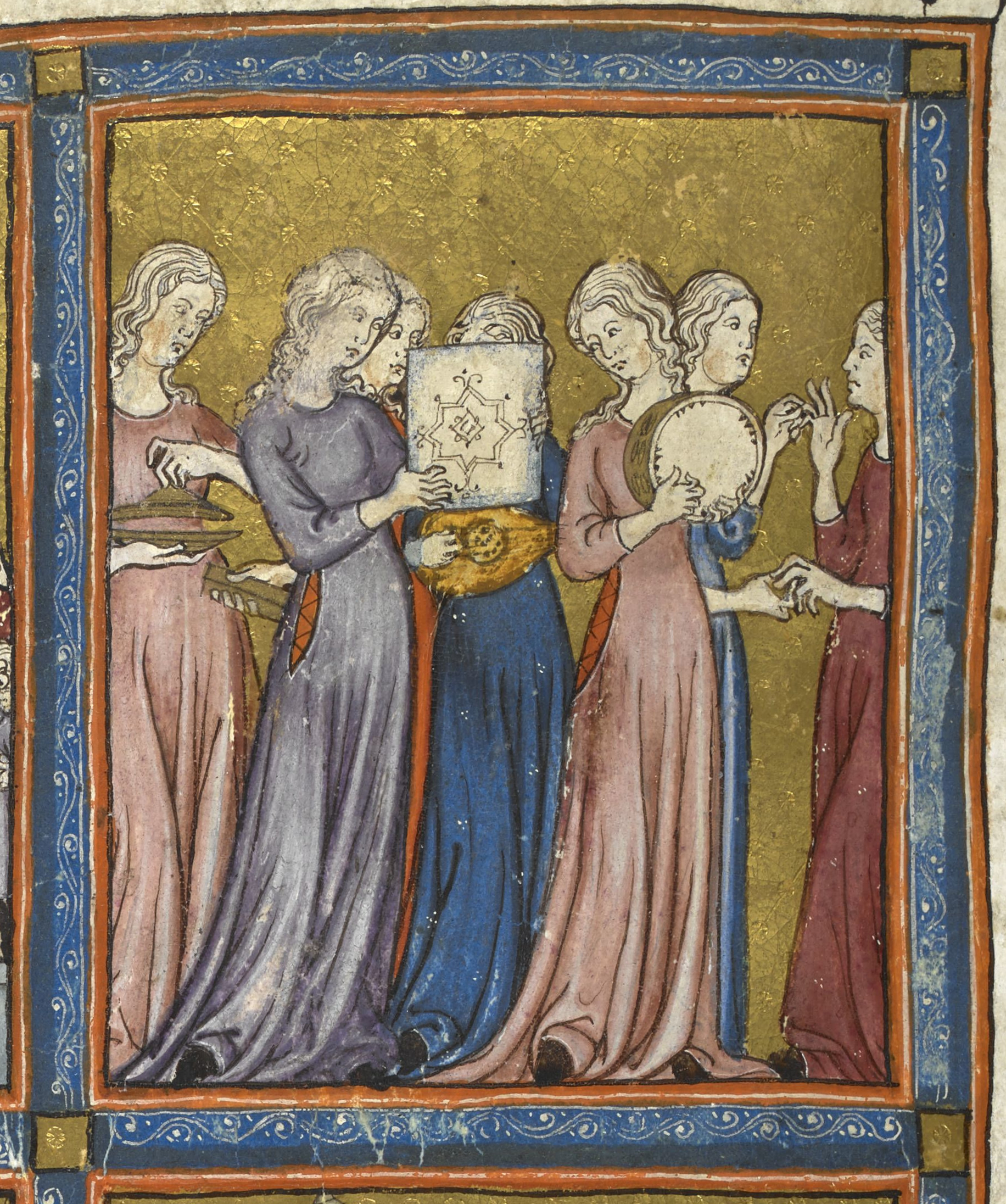
Miniatura de Míriam a l'Hagadà Daurada

L'Hagadà (en hebreu: הגדה, "narració o discurs"; en altres llengües Haggadah, plural Haggadot) és un text tradicional jueu que acompanya la festa del Séder durant el Péssah o Pasqua jueva. Recullen narracions que rememoren l'alliberament de l'esclavatge dels fills d'Israel i l'Èxode d'Egipte. Es tracta d'un conjunt de narracions de la tradició oral hebrea, així com textos literaris hebreus de tipus no legalista i s'hi inclouen contes, llegendes, paràboles i altres narracions que poden fer referència a la història i/o a l'astronomia. L'hagadà va prendre la seva forma final en l'època dels tanaim o escrivans que van redactar la Mixnà entre els segles ii-iii dC.
El nom és un terme que prové de la rel hebrea .ה.ג.ד, de la qual deriva el verb להגיד (lehaguíd), que tant significa «dir» com «instruir».

## Naturalesa, continguts i propòsit d'una hagadà
Una hagadà pot incorporar històries o relats llegendaris, fins i tot sobre personatges i episodis bíblics. En la llengua hebrea, el terme hagadà sol significar a més "rondalla" o "llegenda". Amb els seus contes, paràboles i proverbis, textos de ciències naturals i fins a de tall metafísic, tota hagadà persegueix una fi didàctica. Una hagadà pot presentar seccions poètiques i/o folklòriques, totes elles destinades a fer intel·ligibles els ensenyaments ètics al poble d'Israel. Dels passatges bíblics emergeix tota classe d'ensenyaments; de vegades biografies d'herois nacionals, altres creences que es van perdent en les llunyanies del temps i la fantasia. Amb tot, l'hagadà molt sovint sol incorporar seccions el contingut de les quals és ètic, religiós i històric. Aquesta secció ètica o ètic-religiosa pot contenir no solament parts moralitzadores pròpiament dites (referents a la conducta humana i l'ètica), sinó també textos que expressen idees i sentiments profunds sobre la relació metafísica entre Déu i l'home. L'hagadà pot així incloure nocions sobre la filosofia de vida, il·lustracions i exemples per al comportament en la vida diària. L'estil d'aquestes seccions sol ser florit i recórrer sovint al proverbi, a l'epigrama i a la rondalla. Basant-se en textos d'autors diversos, resumeix A. Bonora:
| « | « L'hag[adà] "conta", interpretant i actualitzant lliurement, els successos […] del passat que s'expliquen a la Bíblia, traient-ne ensenyaments espirituals i ètics. […] Per a comprendre la varietat dels gèneres literaris en què es presenta l'hag[adà], cal tenir en compte el "gust d'explicar" [i] el "goig de la paraula" que és a l'origen del que [algun cop] es va anomenar "filologia creadora". No vacil·la [doncs l'hagadà] a recórrer a […] pensaments enginyosos, a la ironia, a la gematria o al significat simbòlic dels [valors] numèrics corresponents a les lletres de l'alfabet hebreu. Aquest tipus de renarració de la Bíblia va florir primer en les [prèdiques que tenien lloc a...] la sinagoga, […] als segles I-IV [de la nostra era] i [que es van aturar cap a l'] any 1000. [... L'hagadà] es una relectura de la paraula de Déu, [amb] una finalitat edificant, és una hermenèutica actualitzant [... i comporta a més la característica] pedagògica d'instruir divertint. […] Se l'ha definida com la cara artística i literària de la Torà, ja que hi ocupen un lloc important els jocs de paraules i la imaginació. No hi falta de vegades el to polèmic i se [li] permeten fins i tot les contradiccions ». | » |

Més enllà del que es pugui haver dit en la prèdica sinagogal a la qual Bonora es refereix, l'Enciclopèdia Britànica assenyala que l'escriptura dels continguts de les hagadot va començar cap al segle v aC i va aconseguir el seu punt culminant entre els ii-iv dC. Continguts provinents de diverses hagadot van arribar a constituir un terç del Talmud de Babilònia i un equivalent a una sisena part del Talmud de Jerusalem. Aquests continguts van també ser aportats al Midraix. Tradicionalment, els continguts de les hagadot van ser particularment apreciats pels sectors menys educats de les comunitats jueves, en contrast amb aquells de l'halacà o literatura legal, que va ser territori exclusiu per a educats i erudits.
Quan la compilació va tenir lloc, gran part de les hagadot provenia de la tradició oral hebraica. Segles més tard, tot rabí o predicador destacat i popular en les sinagogues solia incloure en les seves reflexions i intervencions dialèctiques alguns contes i paràboles, i fins i tot arribava a incorporar en elles algunes anècdotes o rondalles curioses, captivant així als seus correligionaris, ja siguin oïdors o interlocutors.
D'acord amb l'Enciclopèdia Britànica, els continguts de les hagadot poden ser classificats en cinc grups:
- 1. Exposicions i interpretacions d'històries i cròniques bíbliques
- 2. Ensenyaments ètics expressats en forma d'homilies, màximes, paràboles, símils, rondalles, endevinalles i dites lúcides o ocurrents i al seu torn filosos
- 3. Treballs teològics, incloent especulacions religioses, justificacions i polèmiques
- 4. Ciència del saber popular, incloent medicina, matemàtiques, màgia i astrologia
- 5. Història, incloent l'embelliment de la història jueva dels temps post-bíblics, llegendes, sagues, històries biogràfiques i folklore.

Una de les col·leccions més notables de hagadot és el tractat de Pirké Avot (Dites dels Pares), que conté observacions ètiques i religioses de mestres rabínics i que data de temps que antecedeixen als tanaites. En el passat van existir fins a col·leccions de rondalles, com ara les Rondalles de la guineu i les Rondalles de Kubsin, els originals de les quals es van perdre, si bé una part considerable dels seus continguts va ser oportunament incorporada al Talmud.
Una hagadà històrica conté relats teixits al voltant de biografies de personatges bíblics i/o episodis històrics. Narra impressionants persecucions i salvacions miraculoses, considera genealogies tant de persones com de famílies senceres. De vegades indica fins i tot el caràcter de determinats personatges i trets que expliquen la seva manera de procedir en la vida. Pot relatar i aprofundir en les vides dels màrtirs i dels grans savis. Algunes de col·leccions de hagadot de naturalesa històrica són esmentades en el Talmud.
La compilació del Talmud va implicar un rumb cert per al rescat i la redacció de grans col·leccions de hagadot. El Talmud contenia moltes hagadot, tot i que sense una organització sistemàticament estructurada. Atès que els autors dels diferents passatges de les hagadot eren generalment els mateixos que els de l'halacà (conjunt de normes rabíniques), elles es van tornar una espècie de complement per a l'ensenyament, si bé no van arribar a adquirir la mateixa atenció i dedicació que aquelles destinades als continguts de l'halacà. Les incessants persecucions i matances a la "terra de llet i mel" van portar a diferents generacions d'estudiosos jueus a compilar, redactar per escrit i preservar el valuós patrimoni de les hagadot ja a partir del segle v abans de la nostra era.
La compilació i transcripció dels continguts de les hagadot va implicar per als estudiosos hebreus un treball que abasta almenys 1.500 anys i que, considerant que el treball no va ser completament acabat i continua encara a ritme sostingut, pot representar una tasca ingent.

## Fonaments d'una hagadà i exemples històrics de la seva manifestació

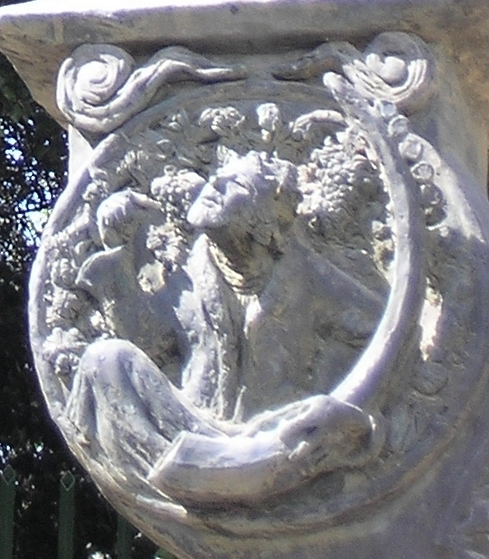
Hagadot o Paràboles de Salomó, relleu en bronze en la Menorà de la Kenésset, per Benno Elkan, 1956.

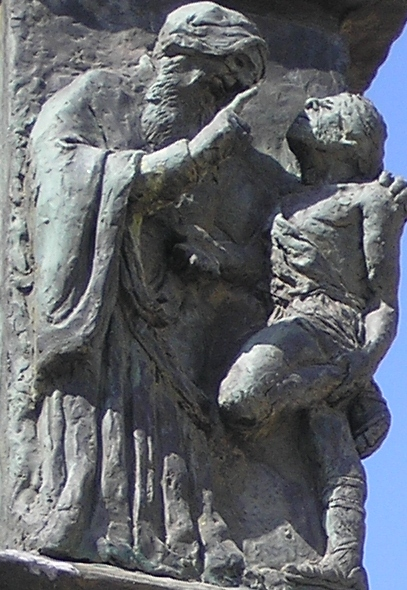
L'ensenyament de Hilel. Relleu, Menorà de la Kenésset.

L'essencial d'una hagadà no és el seu possible contingut històric sinó la seva naturalesa homilètico-dialèctica. Igual que l'Halacà, la raó de ser d'una hagadà involucra la interpretació de la Bíblia. Però les maneres i mètodes d'interpretació emprats per les hagadot són molt més variats que els de l'Halacà. Es poden arribar a destriar no menys de trenta-dues regles usuals, entre les quals figuren el notarikon i la guematria (tots dos també emprats posteriorment en estudis cabalístics diversos).
Històricament, tant les hagadot com l'Halacà són prèvies a la redacció de la Mixnà i del Talmud. En temps de la redacció de la Mixnà va ser duta a terme la primera compilació literària de hagadot, a la qual es coneix com a Midraix Gènesi o Bereixit Rabà. El mestre i rabí Hilel, també anomenat "Hilel l'Ancià", i més conegut encara com a "Hilel el Savi" va ser el primer erudit que va sistematitzar la interpretació de les hagadot a través de l'escriptura.
Es van realitzar així diverses col·leccions midraixiques sobre els altres llibres de la Bíblia, però molt poques d'elles han sobreviscut. Entre aquestes últimes figura per exemple, el Xofer Tov, que tracta els Salms. Com a hagadà de caràcter ètic important és l'anomenat tractat Pirké d'Eliézer, llibre apòcrif del segle viii de la nostra era i que convencionalment s'atribueix a Eliézer ben Hircano. Aquesta obra conté ensenyaments homilètics i també capítols dedicats a l'astronomia, el càlcul del calendari i nombroses llegendes de naturalesa estranya. Del text d'aquest tractat emergeix clarament que el seu autor coneix bé a la dona, sent aquesta no necessàriament solament hebrea.
Una altra hagadà caracteritzada pel seu contingut ètic i veritable joia del seu gènere és el Séder Eliahu o Tana Debé Eliahu (Estudis d'Elies), obra que alguns hebreus piadosos van atribuir en el seu moment al profeta Elies, però que de fet va ser desenvolupada per Aba Elia, notable rabí que va viure a Terra Santa cap a la fi del segle x .
Existeixen hagadot que tracten temes d'allò més divers i ho fan de maneres molt diferents. Entre elles mereixen ser esmentades Divré ha-Iamim xel Moixè que concerneix la vida de Moisès; Maasé Abraham Avinu (Fets del nostre Pare Abraham); Jacob i les guerres dutes a terme pels seus fills; les paràboles de Salomó; i el Midraix Ionà que incorpora una descripció poètica de l'estada de Jonàs a l'interior de la gran criatura marina.
Es coneixen també hagadot que porten noms relacionats amb nombres, com Els deu exilis del poble jueu, unes altres que es relacionen directament amb els Deu Manaments i incorporen arran d'això continguts ètics que emergeixen del Decàleg o s'emparenten amb el mateix, i altres més que s'ocupen de "els deu reis" i es refereixen a deu grans monarques que van regnar o regnaran al món abans de l'arribada del Messies.
Existeixen d'altra banda hagadot que consideren tant el paradís com l'infern. Les hi ha també dedicades a cadascuna de les lletres de la Bíblia i fins i tot dedicades als esdeveniments que acompanyaran l'arribada del Messies.
Al tombant de l'Edat Mitjana van tenir lloc compilacions de textos relacionats amb els llibres bíblics. Sobre el Gènesi, una d'elles va ser composta per Moixè Hadarxan al segle xi i, encara que el seu text original es va perdre, va ser esmentat per diversos autors posteriors a Hadarxan. Una altra compilació dedicada al Pentateuc i altres llibres bíblics va ser realitzada pel rabí Tubia ben Eliézer a Alemanya a final del segle xi. Aquest text és citat sovint en el tractat titulat Lekaj Tov, el significat del qual en la llengua hebrea és 'Bon aprenentatge'. Finalment, és molt important el gran compendio interpretatiu conegut com a Ialkut Josef, que va anar minuciosament desenvolupat pel exègeta Josef ben Ximon Car (Simeon Kara), rabí francès que va viure entre els segles xii i xiii. Es tracta d'una monumental col·lecció interpretativa composta de 24 volums, una veritable enciclopèdia de les hagadot. Amb aquesta obra culmina la compilació, redacció i desenvolupament literari que concerneix a les hagadot i que va abastar aproximadament quinze segles, començant cap al segle ii abans de nostra era i culminant al segle xiii.

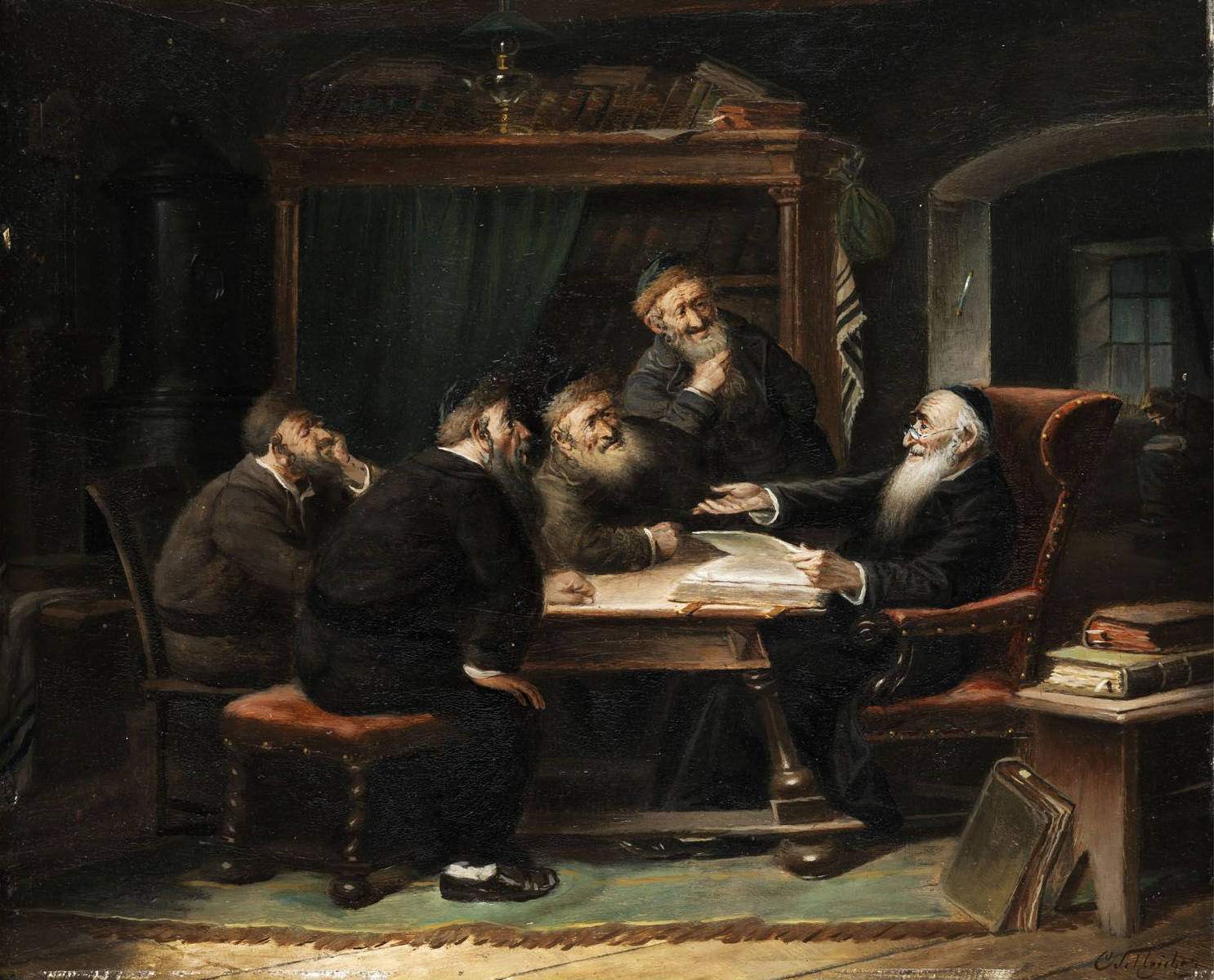
A cal rabí és un quadre costumista. Representa la consulta que un grup de jueus observants li fa al seu venerat líder religiós i comunitari, qui, per respondre'ls, recorre als continguts d'una hagadà, possiblement talmúdica. Oli de Carl Schleicher, realitzat a Viena, c. 1875.

En termes generals, una hagadà tendeix a il·lustrar les virtuts del poble jueu, ensenyant els motius i obligacions que ho assenyalen com a poble escollit (com a propulsor original del monoteisme, la seva observança i compliment), i cerca a més interpretar el significat de la intervenció divina en la seva història considerant els sofriments i esperances de la nació hebrea. Tot això té l'objecte d'ensenyar la moral bíblica i preparar al poble per a l'arribada del Messies, esdeveniment que de vegades descriu extensament i amb minuciositat, deixant-se fins i tot portar per la fantasia.
És així que una hagadà va constituir una espècie de bàlsam en la vida àrida i aspra que van confrontar els jueus dels temps antics i medievals. La fantasia i l'encant van proveir inspiració a poetes religiosos hebreus, nens, estudiants i al poble jueu en general. Indubtablement l'hagadà va incorporar a més no poc material folklòric de les nacions amb les quals els jueus vivien o comerciaven. Però, d'altra banda, poc dubte cap que l'hagadà, com a antologia literària, va exercir considerable influència en el pensament de diferents nacions i credos, tant en els regnes cristians com a musulmans.
Per ser una obra compilada i desenvolupada al llarg de quinze segles, i per centenars de persones totes elles molt diferents, els passatges de l'hagadà solen presentar diferències considerables pel que fa al seu valor poètic i filosòfic. Al costat d'observacions profundes i sentiments elevats poden fins i tot arribar a trobar-se exageracions caricaturesques i fins a antropomorfismes pedestres, que descriuen a Déu posant-se els filactèries o discutint d'igual a igual amb estudiants del Talmud.

## Producció a Catalunya
Les hagadàs més antigues que es conserven són manuscrits il·luminats dels segles xiii-xv, produïdes moltes d'elles a Catalunya.
Durant l'edat mitjana, dels tallers barcelonins en van sortir exemplars de gran nivell artístic, amb un estil iconogràfic clarament gòtic, i amb miniatures de molta qualitat, que eren encarregades als artistes per les famílies més benestants i cultes del call de Barcelona i d'altres comunitats jueves catalanes.
A partir del 1391, l'any dels avalots antijueus, que pràcticament van eliminar el call de Barcelona i que van posar fi a la vida de 150 persones, molts dels jueus que van sobreviure es van veure obligats a marxar, en una diàspora que es va acabar definitivament un segle després amb l'expulsió dels jueus decretat pels Reis Catòlics el 1492. Amb ells també van sortir de Catalunya les hagadàs que avui es troben arreu.
D'aquesta producció se'n conserven catorze exemplars disperses en museus i col·leccions arreu del món. En destaquen l'Hagadà de Barcelona, l'Hagadà Daurada(actualment totes dues a la Biblioteca Britànica de Londres) i l'Hagadà de Sarajevo (Museu Nacional de Bòsnia i Hercegovina de Sarajevo). Les diferències estilístiques amb els llibres cristians és mínima. S'especula, a més, amb la possibilitat que artistes cristians participessin en la il·luminació d'hagadàs.

## Galeria

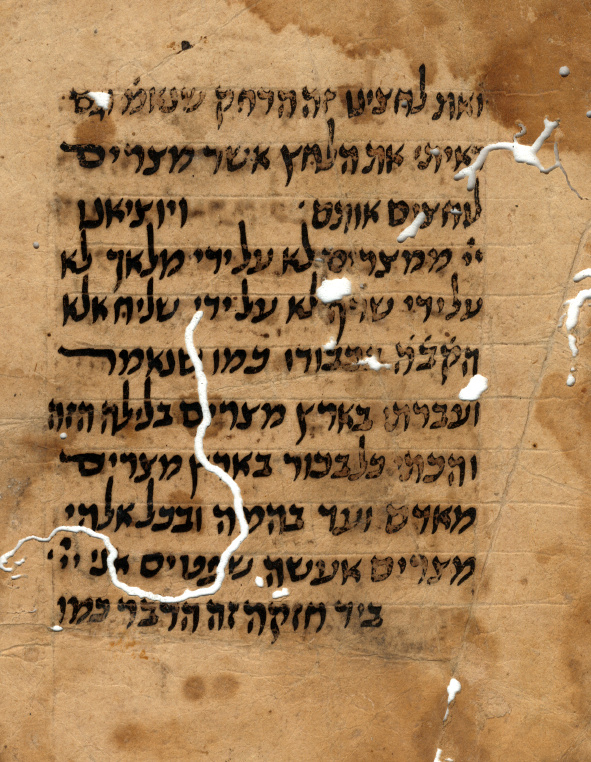
Fragment amb el text d'una Hagadà de Pésaj, provinent de la Geniza del Caire, Egipte, segle ix
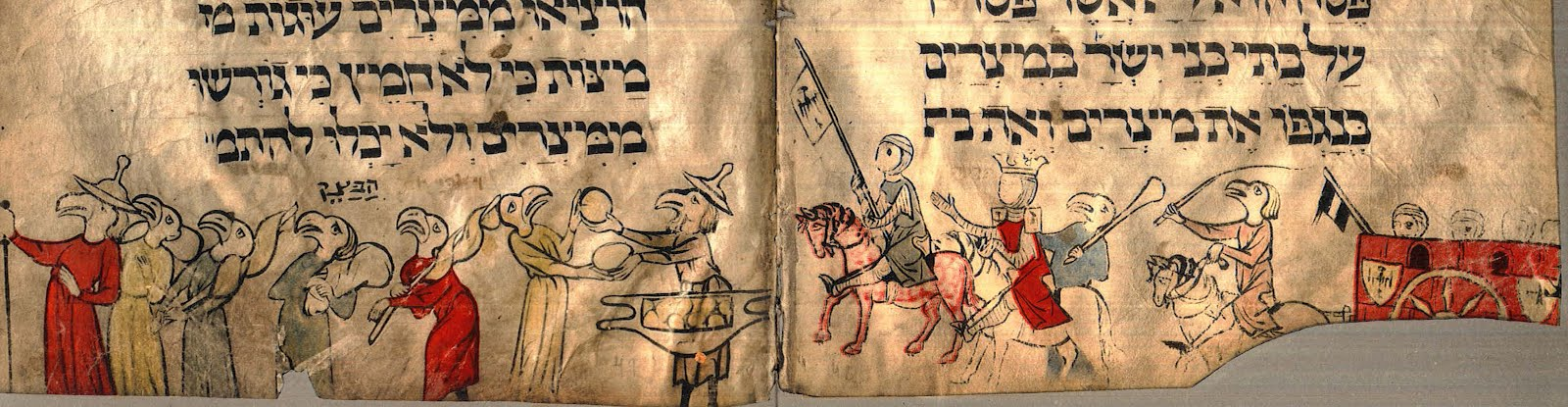
Èxode. Hagadà dels Ocellets, art asquenazita, c. 1300. Museu d'Israel, Jerusalem
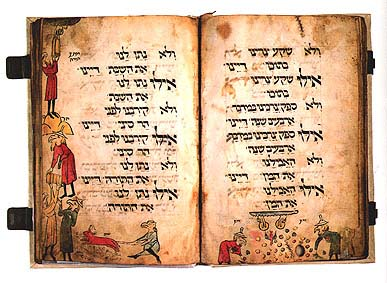
Els hebreus recullen mannà i reben la Llei.[10] Hagadà dels Ocellets: Daienú, c. 1300.
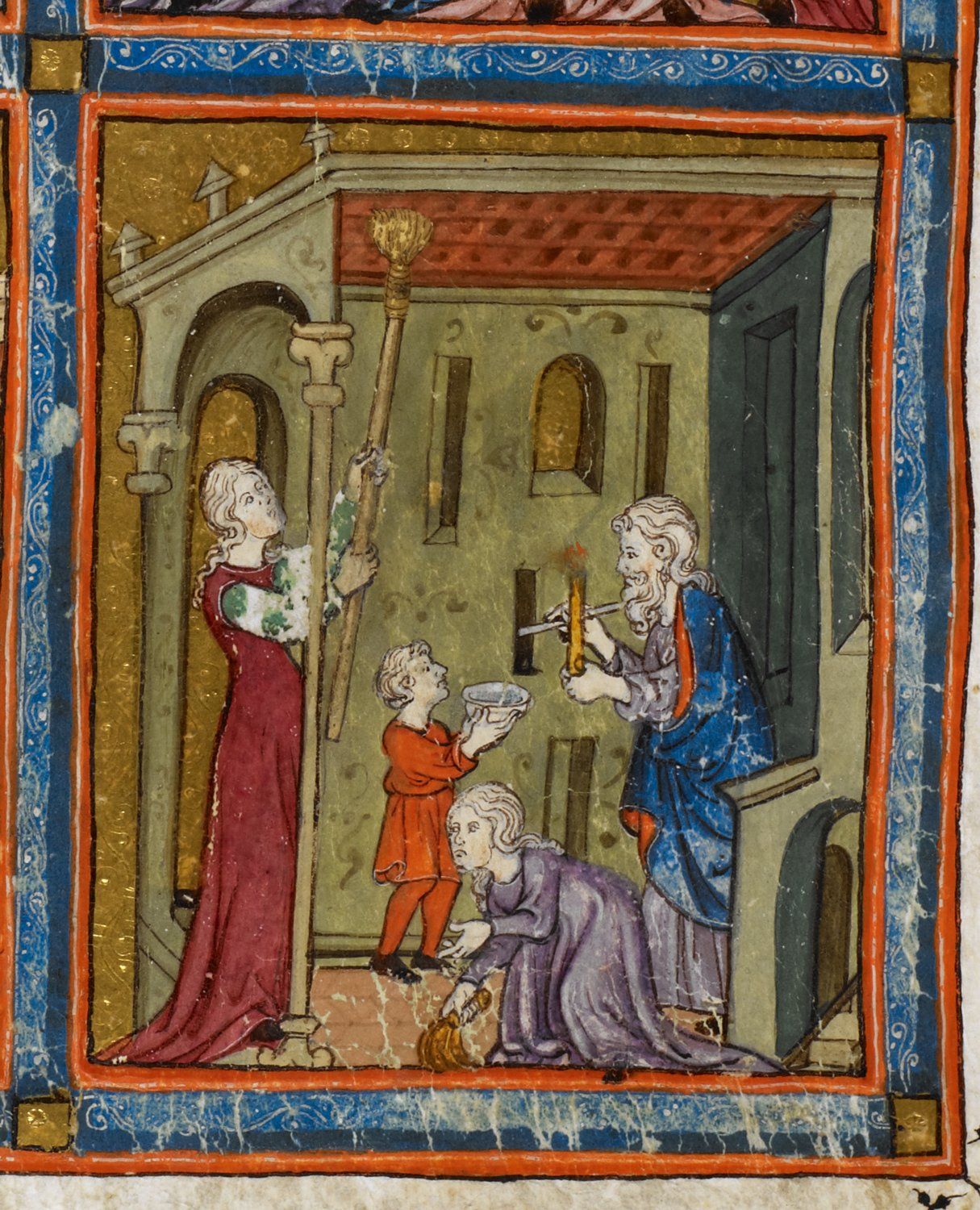
Hagadà Daurada, Barcelona, 1320. Neteja general prèvia a la Péssah
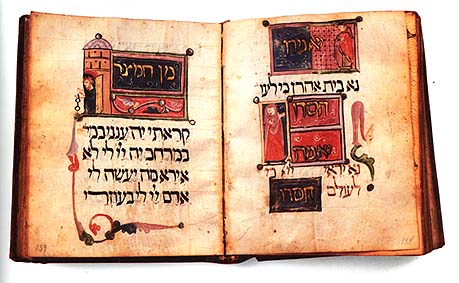
Hagadà Sassoon, 1320. Museu d'Israel, Jerusalem
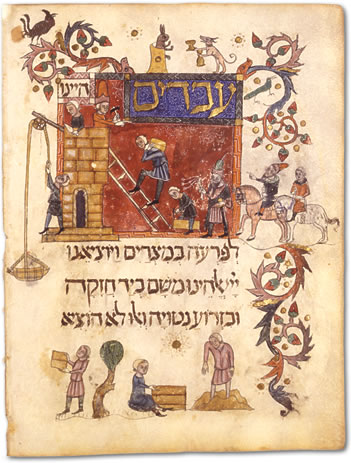
Hebreus esclaus a Egipte. Hagadà de Barcelona, art sefardita, 1350
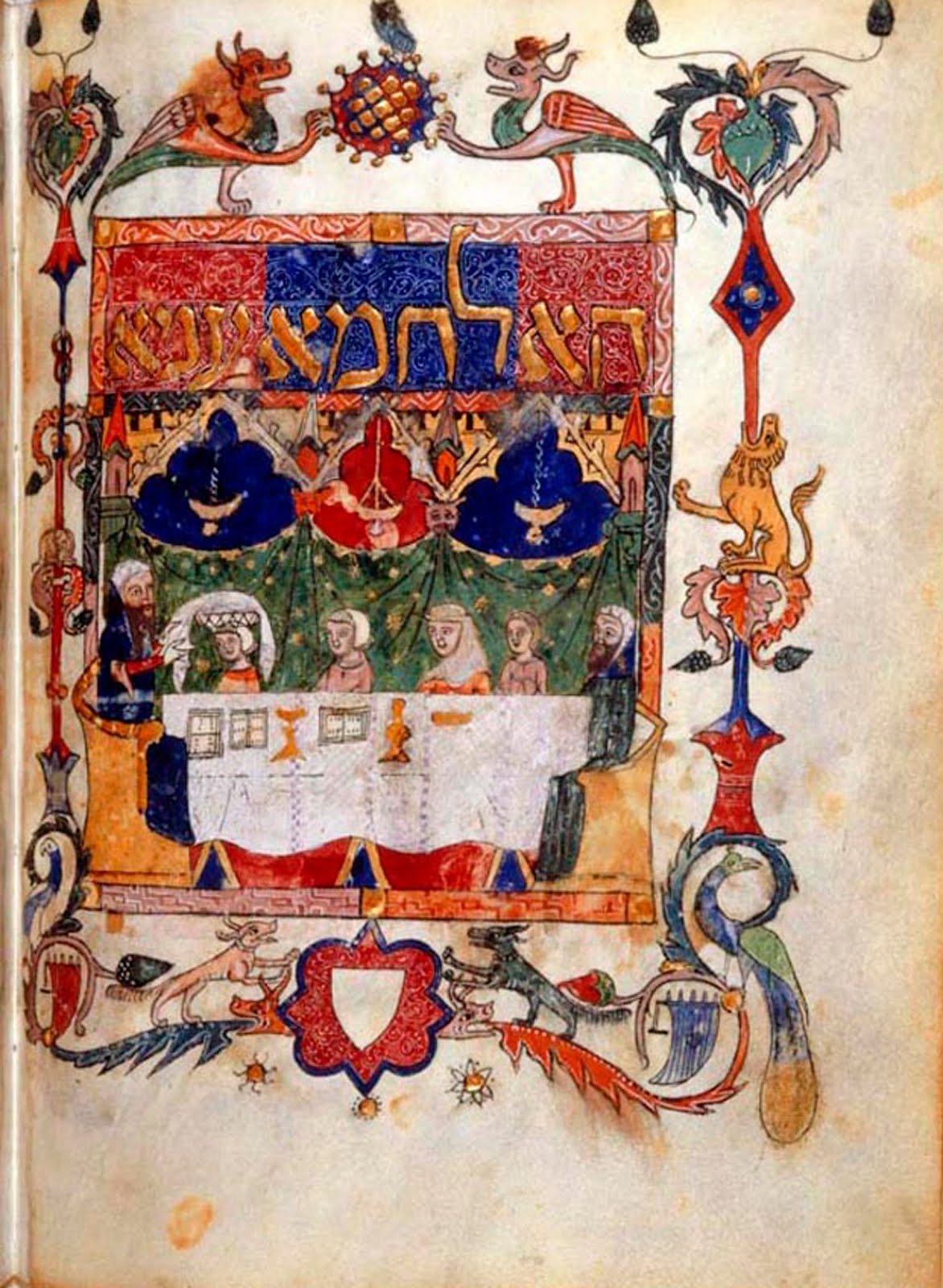
Hagadà de Barcelona, 1350: "Ha-Lahmanià"
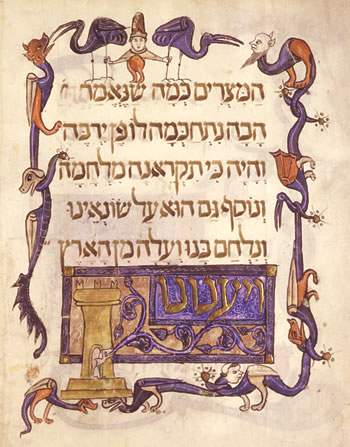
Hagadà de Barcelona, 1350, fol. 42v
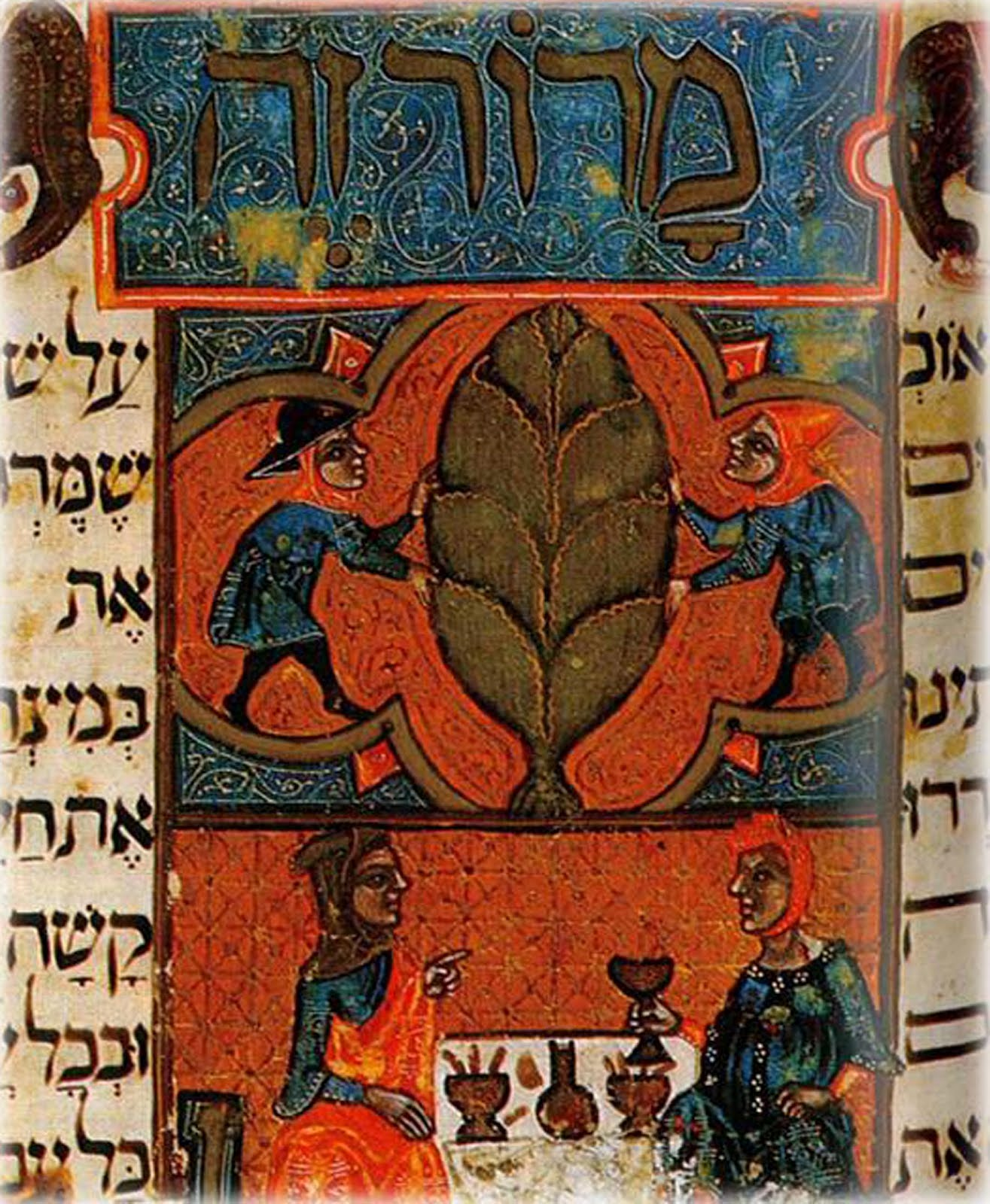
Hagadà Germana, Barcelona, 1350. Maror zé o herbes amargues
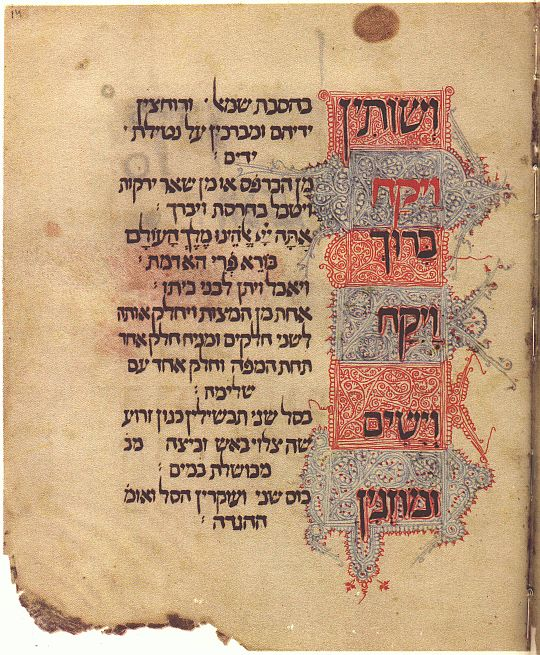
Hagadà Catalunya, s. XIV. Col·lecció Kaufmann
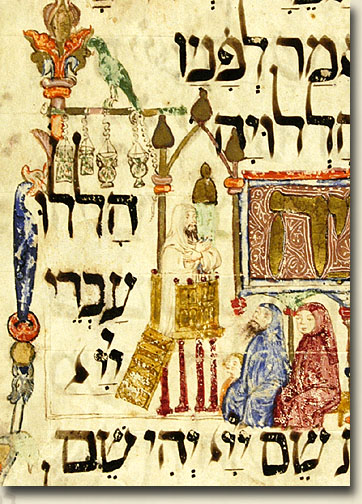
Hagadà Catalunya, s. XIV: Sinagoga
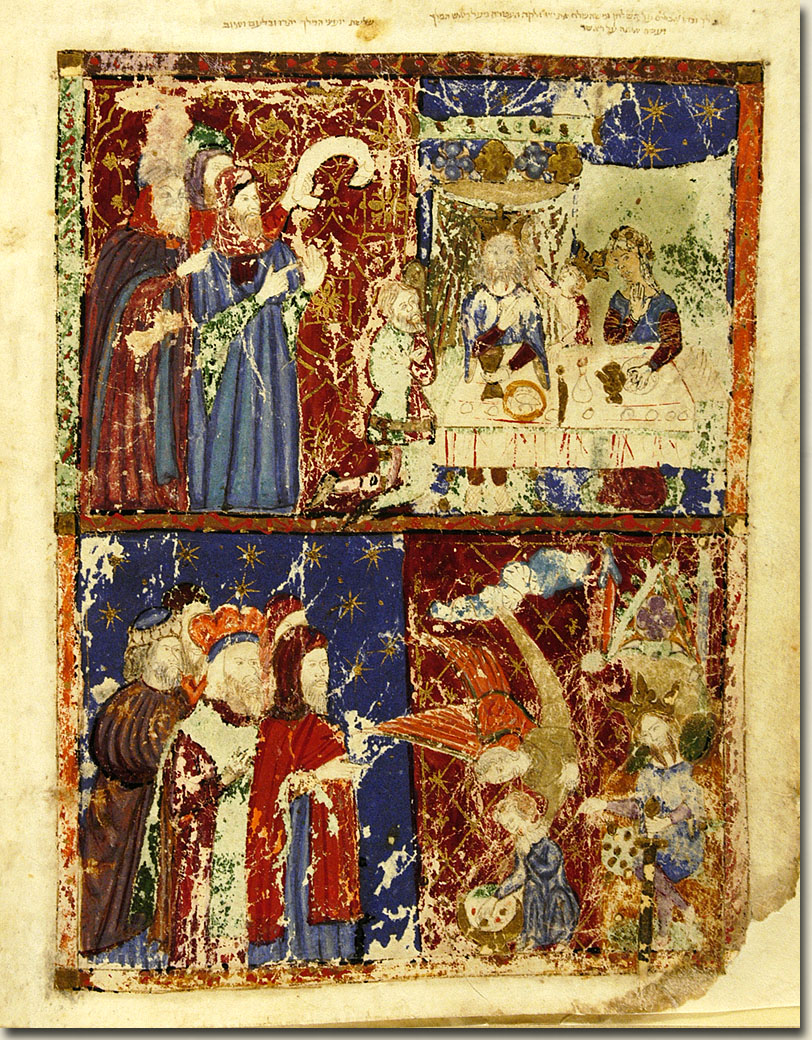
Infància de Moisès. Hagadà Kauffmann, s. XIV
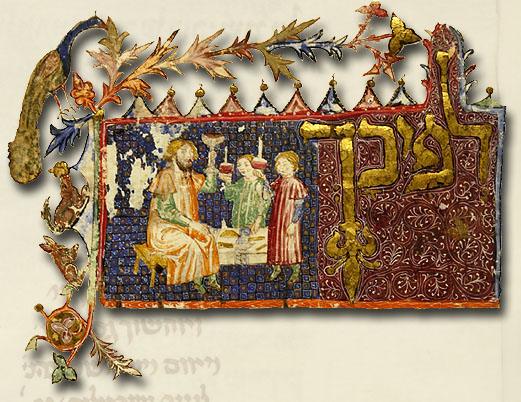
Celebrant la Pasqua jueva, Péssah. Hagadà Kauffmann, s. XIV
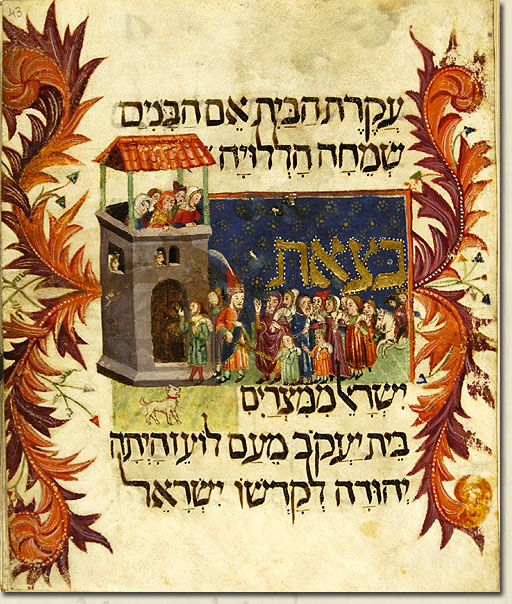
Liderats per Moisès, els hebreus passen davant un assentament egipci, possiblement Baal Tzafon. Hagadà Kauffmann, s. XIV
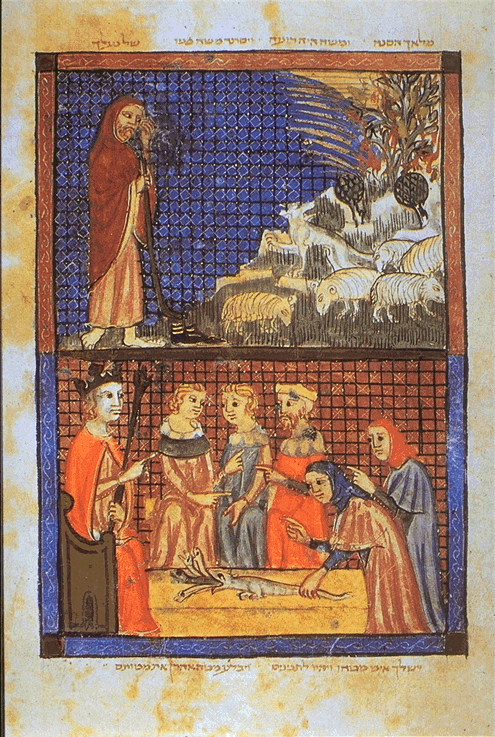
L'esbarzer ardent. Hagadà de Sarajevo, Barcelona, 1350.
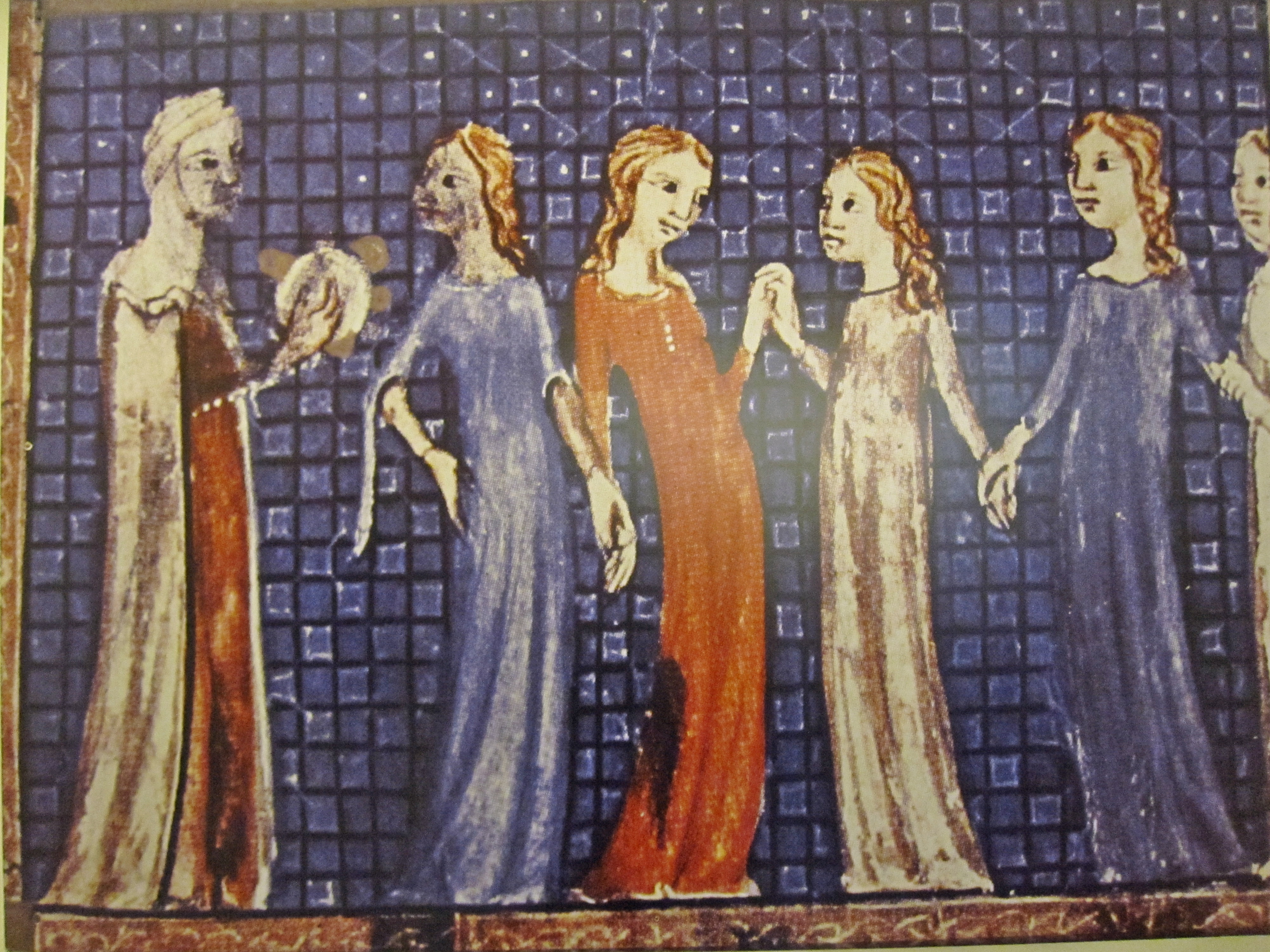
Miriam i les hebrees festegen haver creuat el Mar Roig. Hagadà de Sarajevo, 1350
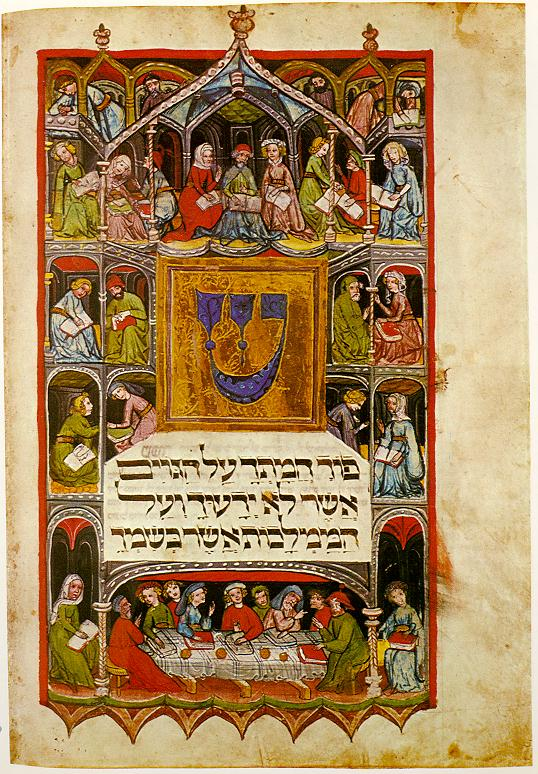
Israel ben Meir de Heidelberg, Hagadà Darmstadt, art asquenazita, c. 1430
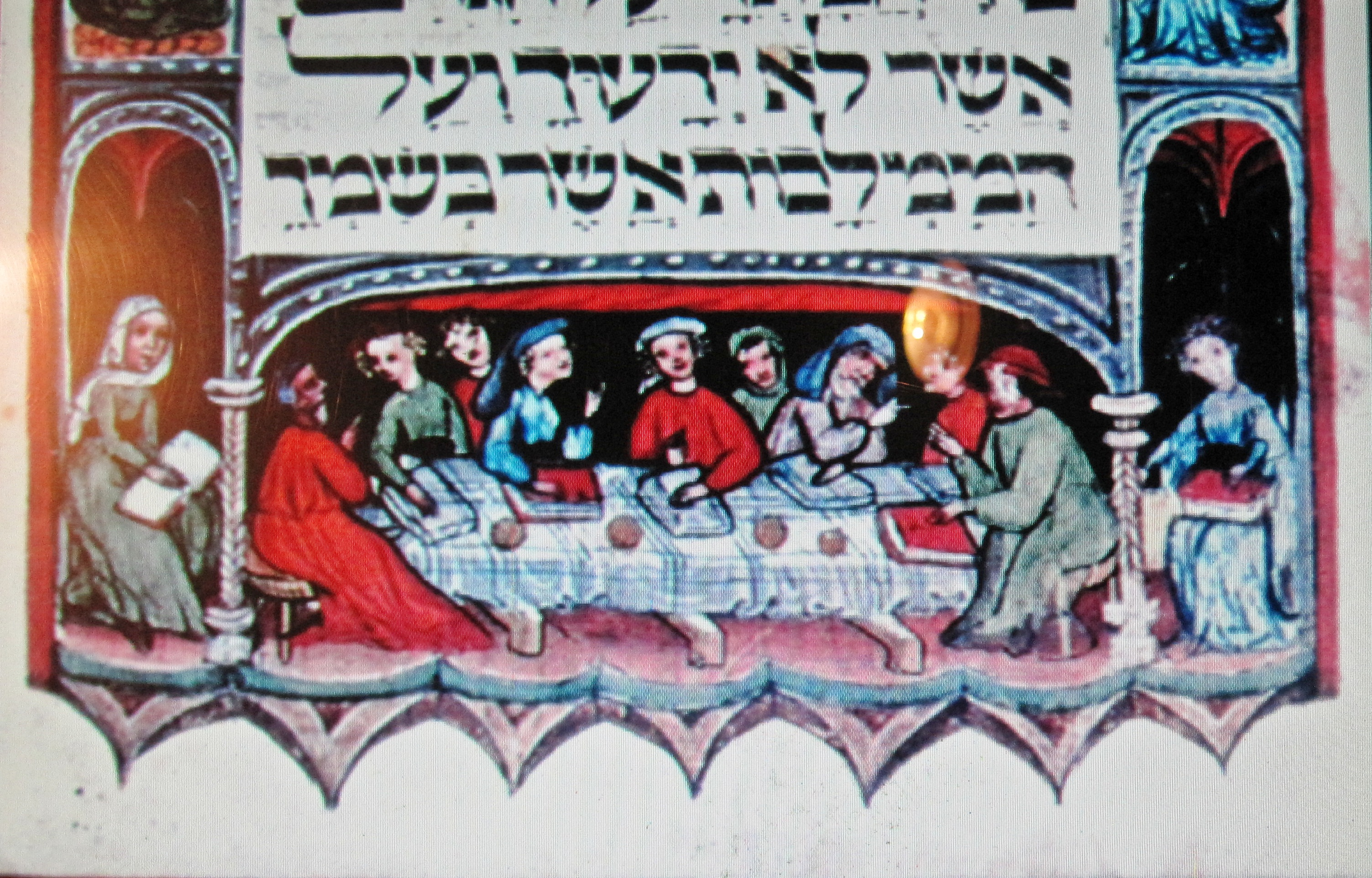
Péssah. Hagadà Darmstadt, c. 1430
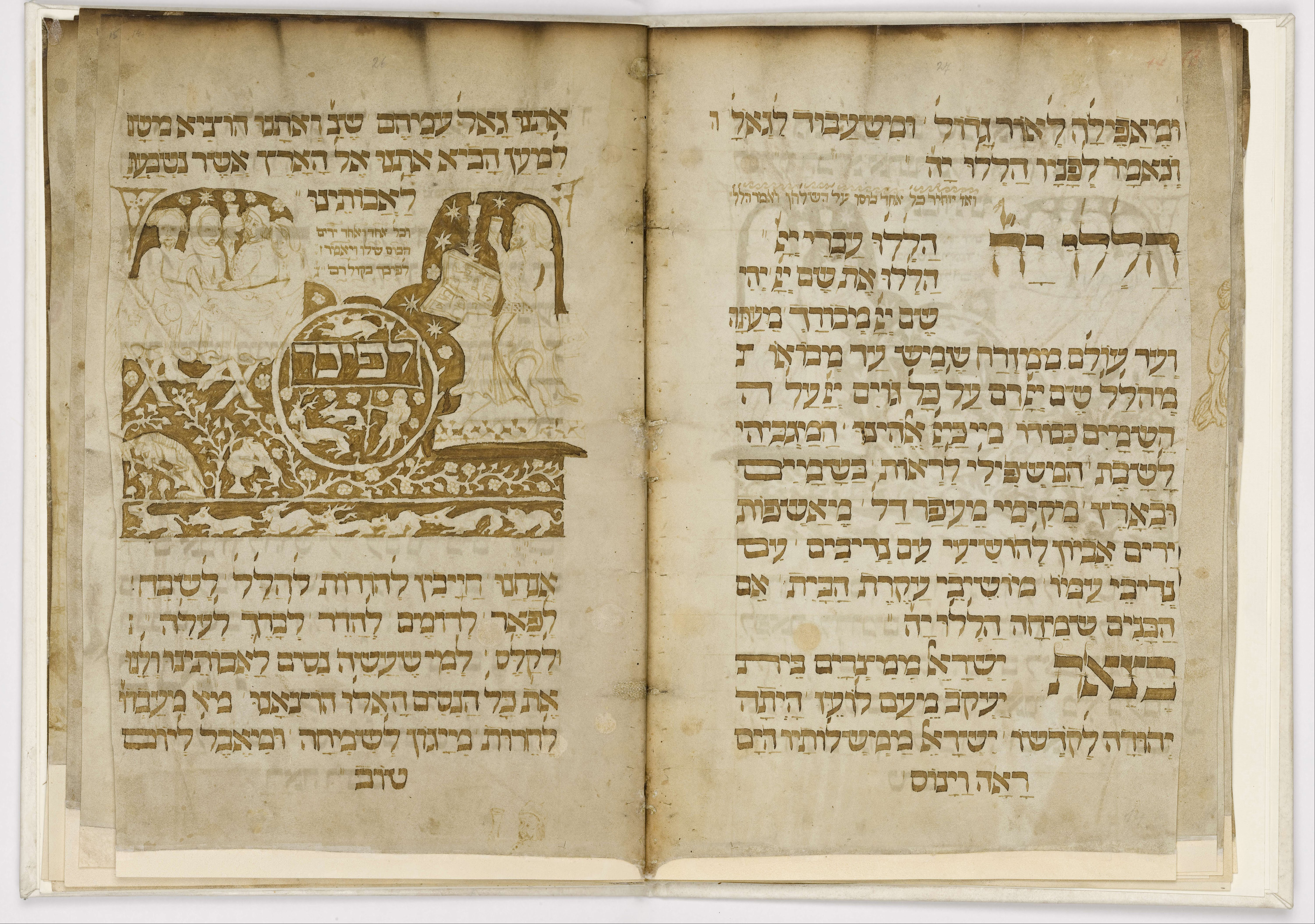
Ioel ben Simeon, Primera Hagadà de Nuremberg, Alemanya, 1449
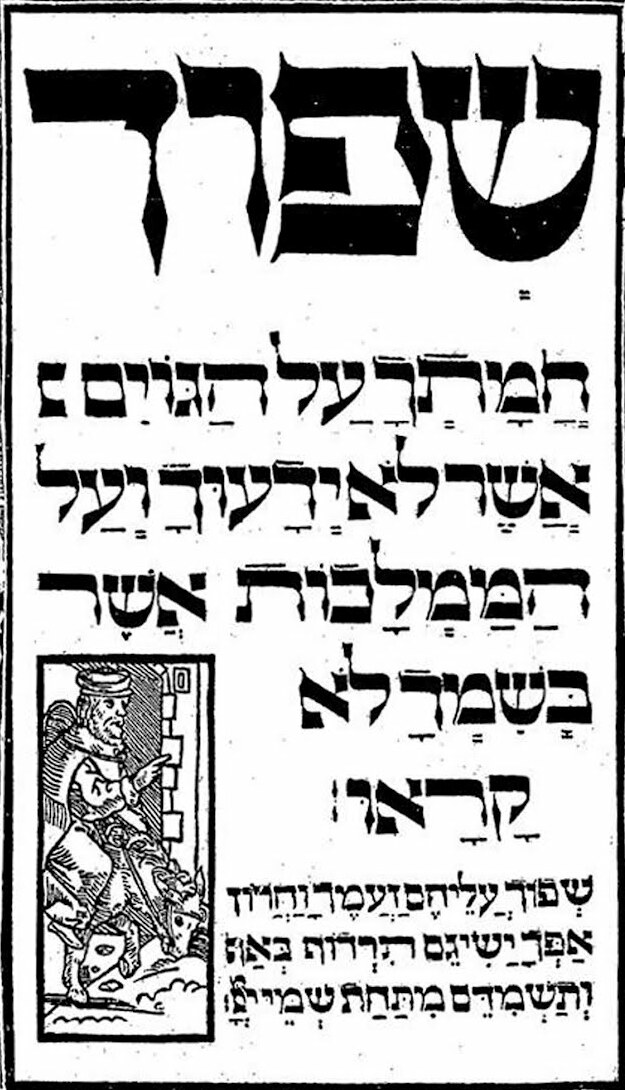
Hagadà de Praga, 1527. Impresa en blanc i negre.
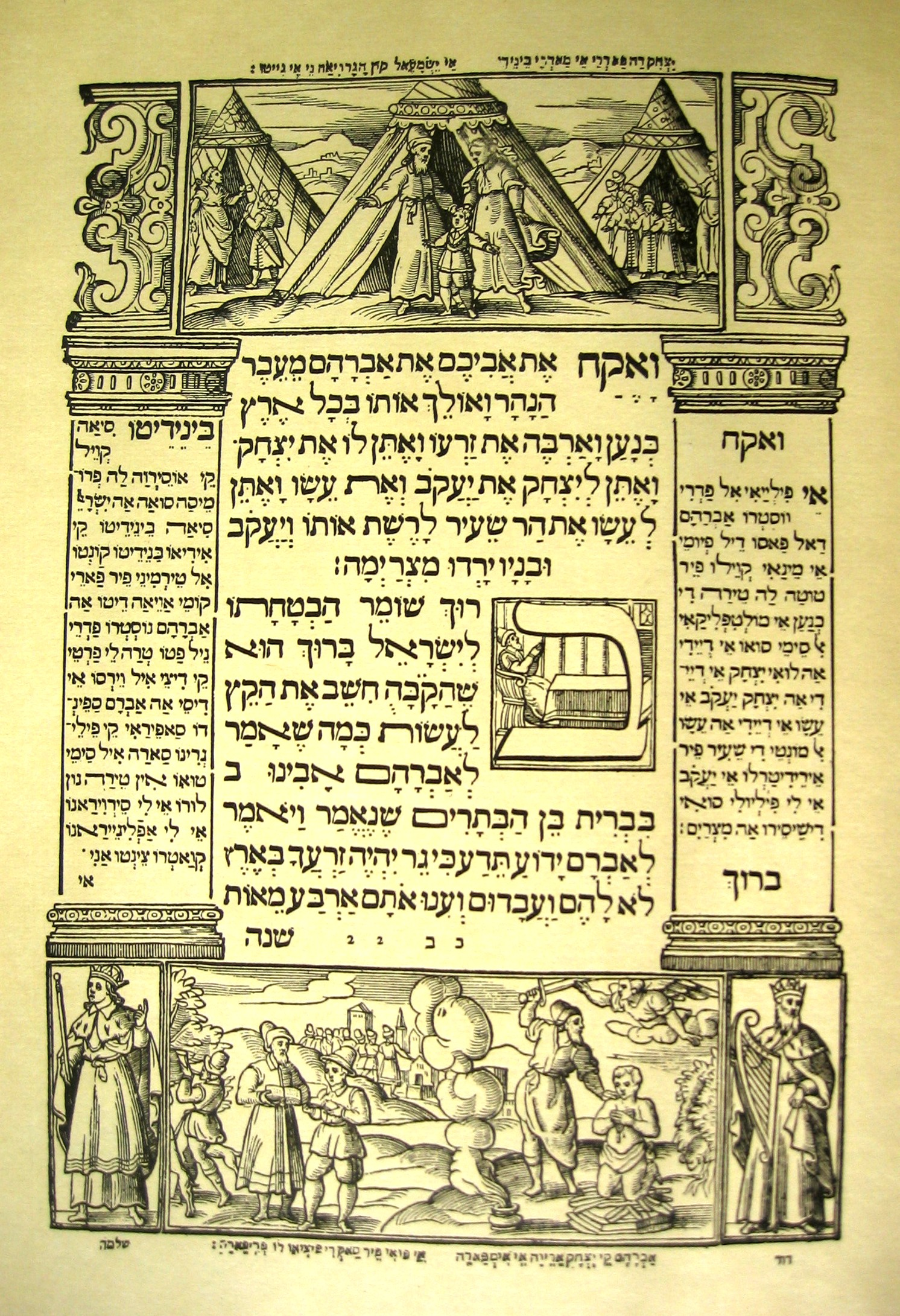
Vida d'Abraham. Hagadà de Venècia, 1609. Biblioteca de la Universitat Yale
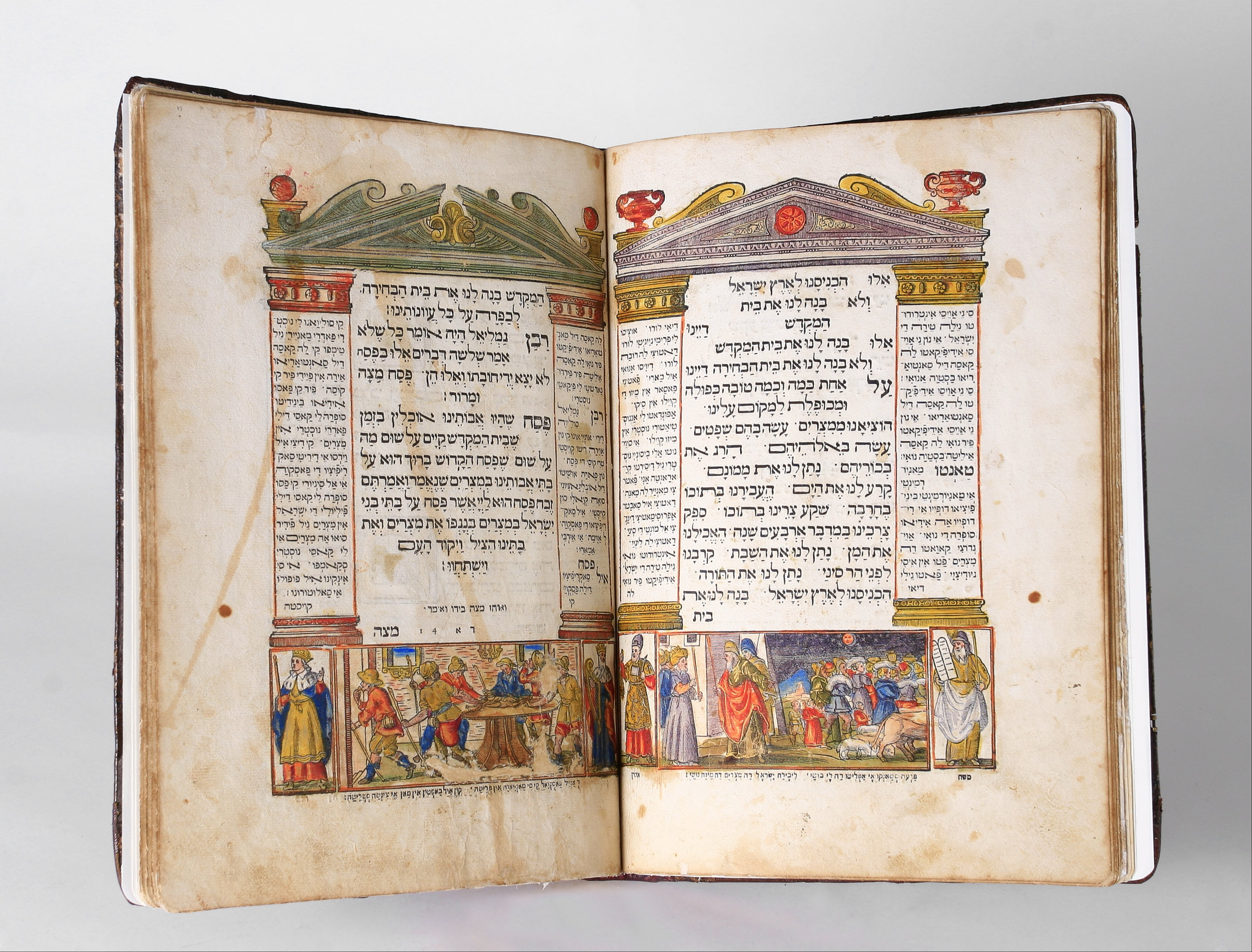
Giovanni di Gara i Israel ben Daniel ha-Zifroni, Hagadà de Venècia, 1609. Museu d'Israel, Jerusalem
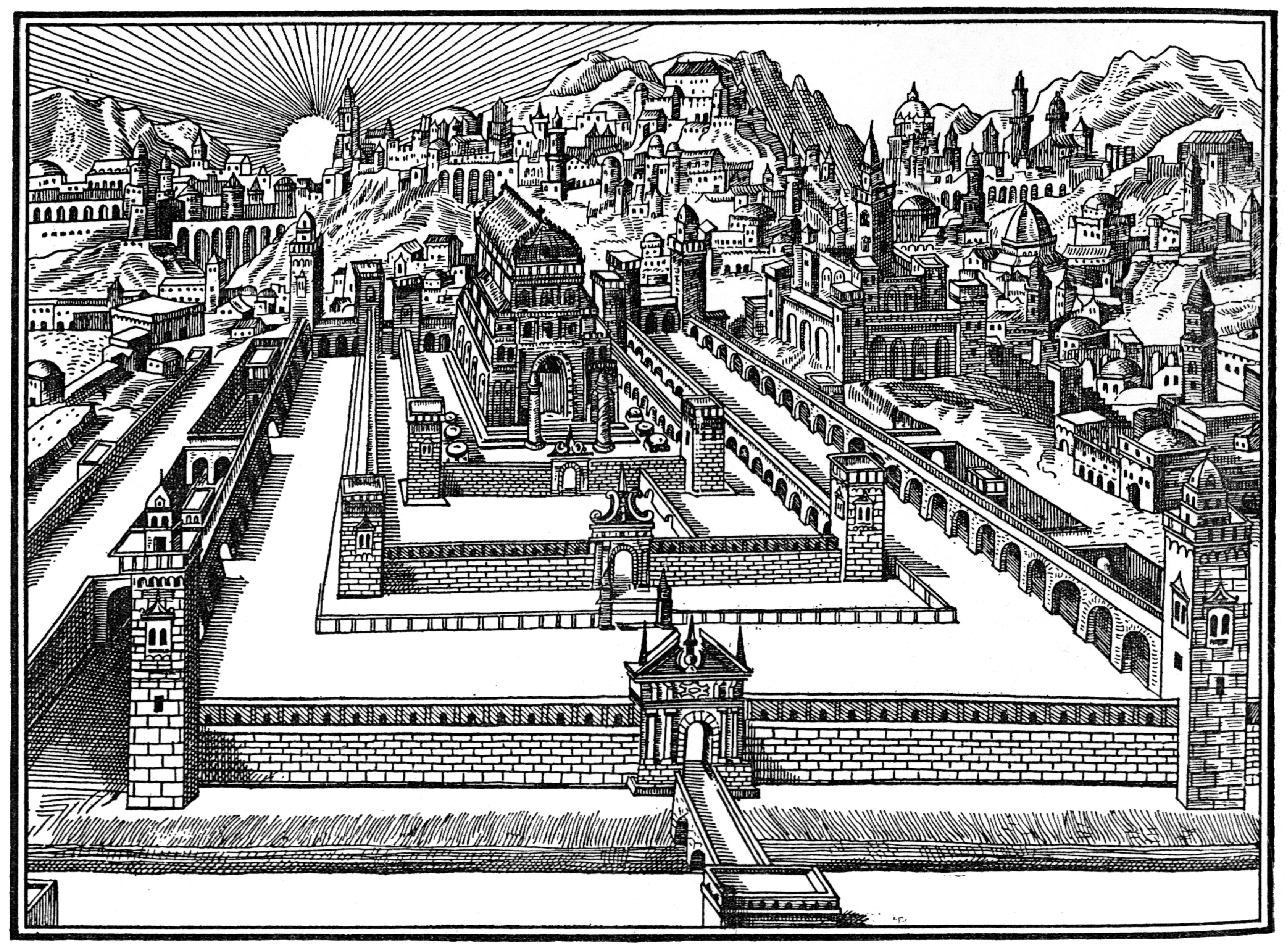
Temple de Jerusalem, Hagadà de Pésaj, Amsterdam, 1695.
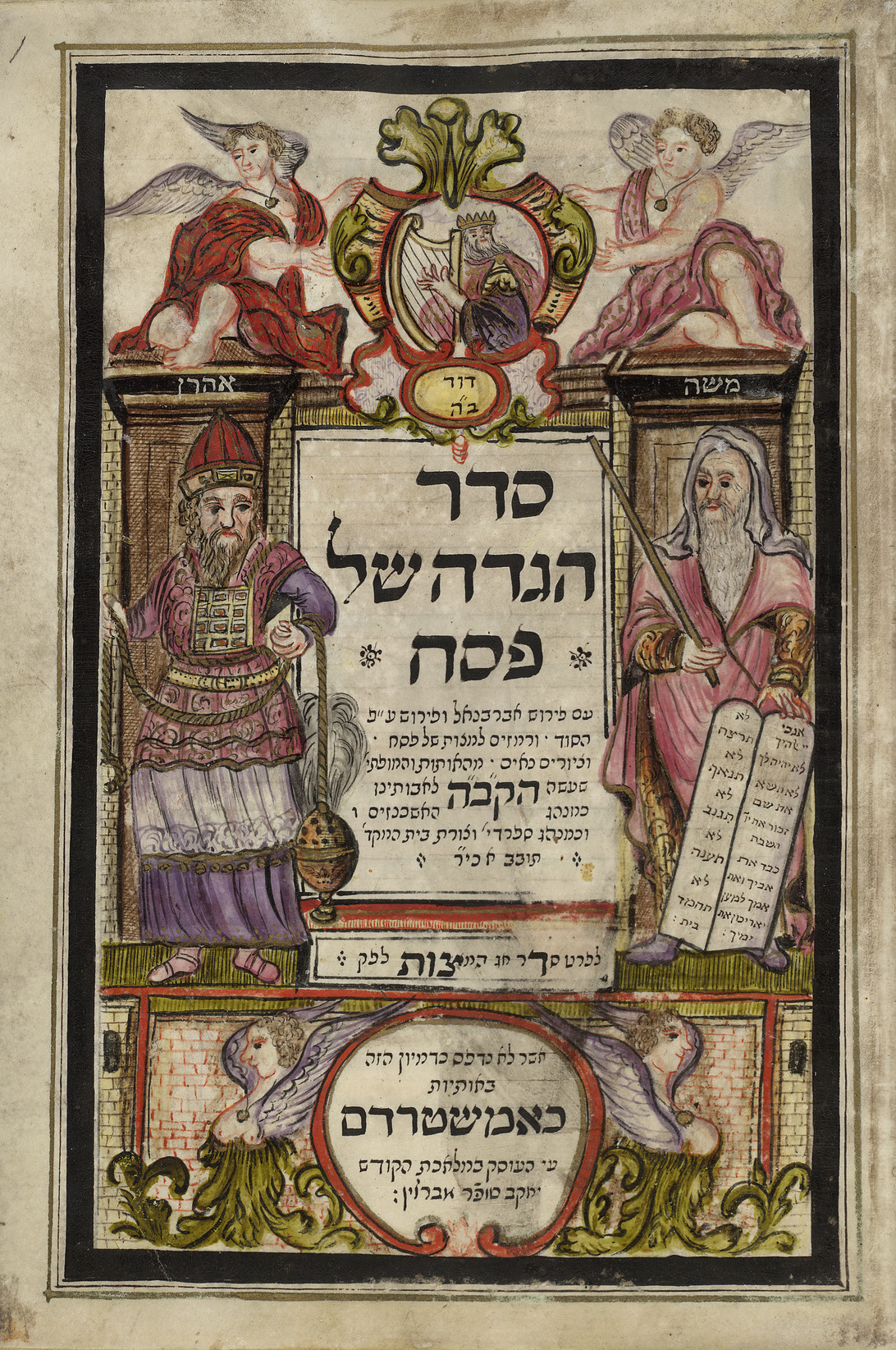
Jacob ben Judah Leib de Berlín, Hagadà amb comentari d'Isaac Abravanel, 1740. Londres.
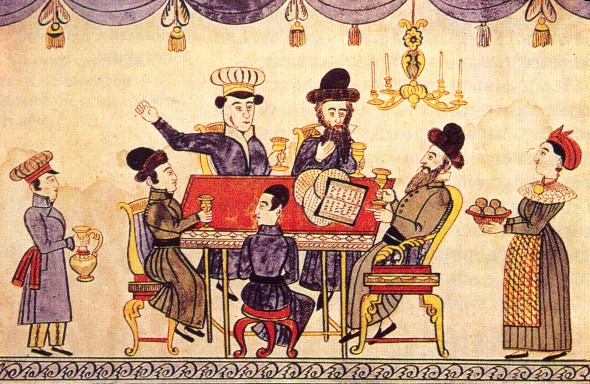
Art asquenazita. Lubok, 1850. Família jueva celebrant la Pésaj, amb l'Hagadà oberta sobre la taula.